# Dziennik lekcyjny

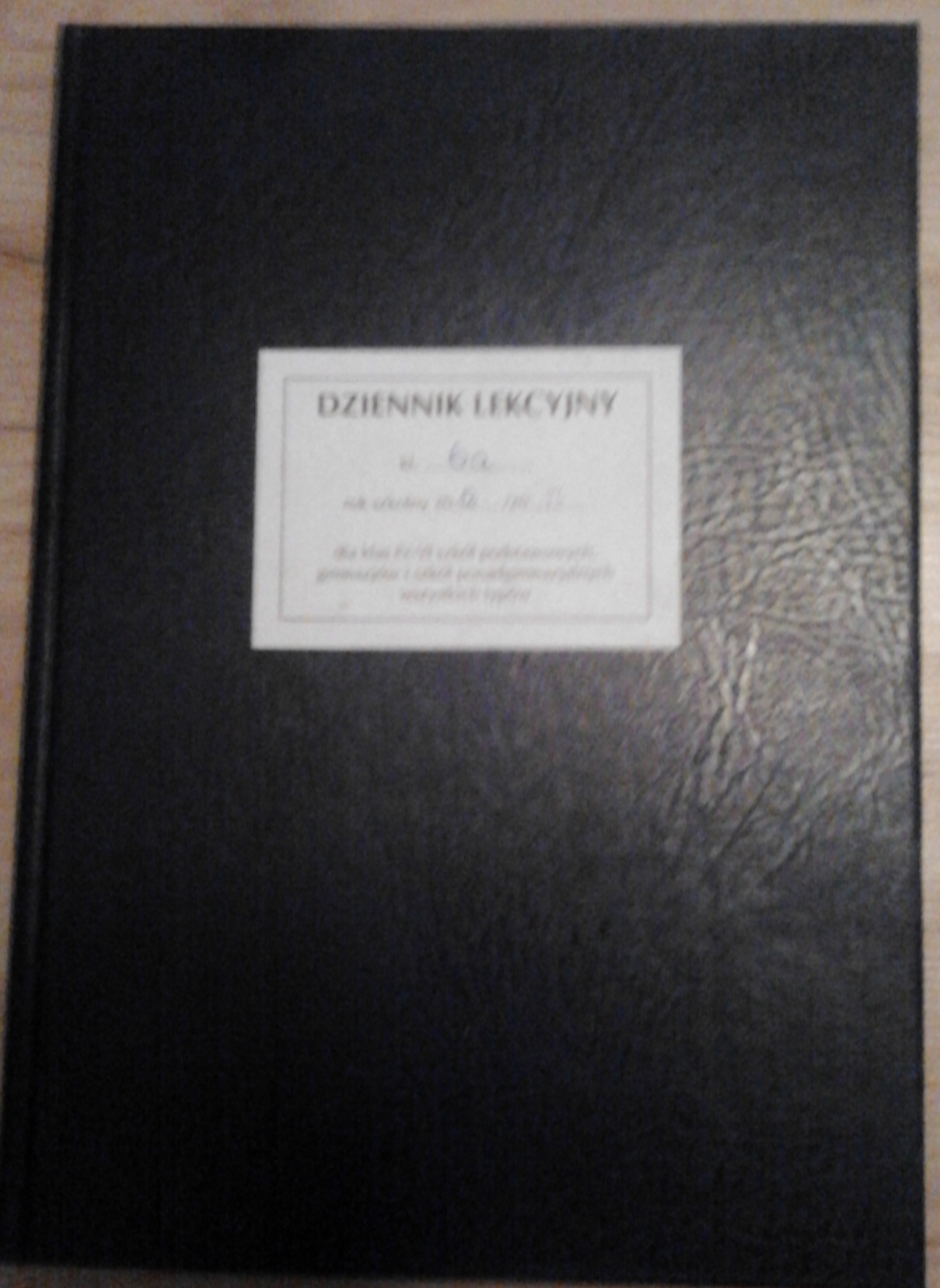
Dziennik lekcyjny dla klas IV – VIII i szkół ponadpodstawowych wszystkich typów

Dziennik lekcyjny – szkolny dokument przebiegu nauczania – zawiera informacje o zajęciach lekcyjnych (edukacyjnych) w przedszkolu, oddziałach przedszkolnych, szkołach podstawowych i szkołach ponadpodstawowych wszystkich typów. Jest drukiem w postaci książki typowo formatu A4, zawierający otwieraną listę uczniów, ich dane osobowe, rubryki na tematy zajęć edukacyjnych, oceny przedmiotowe i miejsca na uwagi (lub pochwały).

## Typy dzienników lekcyjnych
Wyróżnia się różne typy dzienników:
- dla przedszkoli (oddziałów przedszkolnych) – oznaczenie MEN I/1
- dla klas I – III szkoły podstawowej – oznaczenie MEN I/2a
- dla klas IV – VIII szkoły podstawowej oraz dla klas szkół ponadpodstawowych wszystkich typów – oznaczenie MEN I/3.

## Elektroniczne dzienniki lekcyjne
Istnieją programy komputerowe wypierające tradycyjną papierową wersję dzienników lekcyjnych (tzw. elektroniczne dzienniki lekcyjne), w których prowadzona jest taka sama forma zapisu danych, jak w dziennikach papierowych (frekwencja ucznia, oceny, tematy zajęć itd.).